# Red Bull Storm Chase
Der Red Bull Storm Chase ist eine Extremsportveranstaltung im Windsurfen, welche seit 2012 jährlich stattfindet. Zumeist beginnt die Waiting Period nach Ende der Windsurf World Cup Saison und endet im März des folgenden Jahres. In dieser Zeit wartet das gesamte Organisationsteam und die Fahrer darauf, dass sich ein Sturm mit mindestens 10 Windstärken ankündigt, welchen sie innerhalb von 48 Stunden erreichen können. Wenn dies geschehen ist, findet ein Contest statt, bei welchem, wie bei Wave Events des World Cups, die besten Sprünge und Wellenritte gewertet werden.

## Geschichte
Die Idee des Storm Chase entstand 2005 während des Windsurf World Cups auf Fuerteventura während einer Flaute. Die Grundidee, während eines Sturmes zu surfen, dies zu filmen und dann einen Clip daraus zu produzieren, schickten Jobst von Paepcke und Florian Gebbert bzw. ihre Eventagentur bsp-Media an verschiedene mögliche Partner. Zwei Wochen später meldete sich daraufhin Red Bull.
Nachdem der erste Storm Chase 2006 als einmalige Aktion geplant war, begannen bsp-Media und Red Bull ab 2011 an einer Fortsetzung des Projektes, welches nun um den Contest-Gedanken erweitert wurde und zudem nicht mehr regional an Nordeuropa gebunden sein sollte, sondern weltweit stattfinden kann. Die erste Waiting Period begann im Herbst 2012 und nach drei Wettbewerben im Januar 2013 in Irland, im August 2013 in Tasmanien und im Februar 2014 in Großbritannien wurde der erste Storm Chase im neuen Format mit Thomas Traversa als Sieger abgeschlossen.
In den kommenden Jahren wurde jeweils von Herbst bis Frühjahr die Waiting Period ausgerufen, allerdings kam es erst im März 2019 zu einem ausreichenden Sturm an der Westküste Irlands. Sieger wurde diesmal der Australier Jaeger Stone.

## Ablauf und Organisation
Sobald sich irgendwo auf der Welt in gut fünf Tagen ein Sturm ankündigt, welcher die Kriterien erfüllt, dass er Windgeschwindigkeiten über 100 km/h (10–11 Bft) und dass die Wellen gut 10 Meter Swell haben, beginnt die Planungsphase. Zunächst werden die Aufenthaltsorte der Fahrer und des Teams abgefragt, welche dann gut 48 Stunden vor Eintreffen des Sturmes in Richtung Zielort aufbrechen. Vor Ort wird der beste Spot ausgewählt und die nötige Infrastruktur wie z. B. ein Medizinisches Versorgungszentrum aufgebaut. Danach wird an zumeist zwei Tagen der Contest ausgetragen, welcher dauerhaft medial begleitet wird. Aus diesem Material erscheint einige Tage nach den Wettbewerben ein Clip mit den Highlights.
Aufgrund der extremen Bedingungen gibt es für jeden Fahrer, welche auf dem Wasser ist, einen eigenen Jet-Ski mit Fahrer und eine Rettungs- und Prallschutzweste mit eingebautem Live-Tracking via GPS. Am Ufer werden die Standorte aller permanent kontrolliert und zudem gibt es zwei Sichter, welche die Fahrer mittels Fernglas beobachten.
Wenngleich der Storm Chase keinerlei Einfluss auf den Windsurf World Cup hat, ist er dennoch personell eng mit ihm verzahnt. Zum einen sind (fast) alle Teilnehmer World Cup Fahrer und zum anderen fungiert z. B. der PWA Head Judge Duncan Coombs auch als Head Judge des Storm Chases. Auch der Fotograf John Carter, welcher so gut wie alle offiziellen Bilder des World Cups zu verantworten hat, fotografiert bei den Wettbewerben. Als Sportdirektor fungiert Klaas Voget, der als Fahrer auch im Windsurf World Cup aktiv ist.

## Wettbewerbe

### Vorläufer (2006)
Im Jahr 2006 wurde bereits der erste Storm Chase veranstaltet, welcher sich allerdings von der heutigen Austragungsweise deutlich unterschied. Hierbei surften bei einem einzelnen Sturm in neun verschiedenen Ländern Europas je zwei Surfer an einem Spot. Diese wurden vorher via Internet-Abstimmung gewählt. An den einzelnen Spots war jeweils ein Film- und Fototeam vor Ort, mit deren Material am Ende eine DVD erschien.
Am 31. Oktober erreichte der Orkan Britta Irland und Großbritannien. Am folgenden Tag erreichte er dann das europäische Festland, wo er die Allerheiligenflut, eine der schwerste Sturmfluten an der deutschen Nordseeküste seit 1906 verursachte. So wurde durch eine Messung des Bundesamts für Seeschifffahrt und Hydrographie nördlich von Borkum der höchste Seegang seit 1981 gemessen. Die Wellen waren durchschnittlich rund zehn Meter, maximal sogar 17 Meter hoch.
Teilnehmer
In den meisten Fällen traten die Surfer auch in dem Land an, aus welchem sie stammen. Außer der Schwedin Emma Johansson und der Deutschen Steffi Wahl nahmen nur Männer am Storm Chase teil.
| Ballyliffin                        | Rhosneigr                      | Amble Machrihanish Torness                                                         | Knokke-Heist                       | IJmuiden                        | Brusand                               | Løkken Vorupør              | Villshärad                           | Norderney                      | Behrensdorf                | Dranske                          |
| ---------------------------------- | ------------------------------ | ---------------------------------------------------------------------------------- | ---------------------------------- | ------------------------------- | ------------------------------------- | --------------------------- | ------------------------------------ | ------------------------------ | -------------------------- | -------------------------------- |
| - Timo Mullen - Oisin van Gelderen | - Phil Horrocks - Ben Proffitt | - James Cox (Guest Star) - John Hibbard - Stephen Moore - Dario Ojeda (Guest Star) | - Tom Scheirlinck - Filip Loosvelt | - Kevin Mevissen - Chris Nolles | - Orjan Jensen - Hans Kristian Waarum | - Mads Bjørnå - Robert Sand | - Emma Johansson - Kristoffer Living | - Torben Sonntag - Klaas Voget | - Matze Bade - Steffi Wahl | - Oskar Hollmann - Jan-Mark Möde |

### Erster Storm Chase (2012–2014)
Als mögliche Austragungsorte wurden vor Beginn der Waiting Period im Herbst 2012 die US-Ostküste, Tasmanien, Island, Japan, Spanien, Irland, sowie die Nordküste Frankreichs ausgewählt, da diese die Kombination aus guten Windsurfspots und internationalem Flughafen in Reichweite am besten vereinigten. Erste Planungen, den Hurrikan Sandy Ende Oktober für einen Contest zu nutzen, wurden aufgrund der erwartbaren schweren Schäden abgebrochen. Auch ein Sturm bei Tasmanien fiel aufgrund eines Streiks der Lufthansa ins Wasser.
First Mission (Irland)
Am 18. Januar 2013 kündigte sich ein Sturm mit über 50 kn (bzw. 10 Bft) und Wellen bis zehn Meter Höhe im Nordatlantik an. Nach Rücksprache mit den zur Verfügung stehenden Fahrern wurde am 25. Januar das "Go" erteilt. Der Marokkaner Boujmaa Guilloul musste daraufhin erst noch nach Marrakesch reisen, um ein neues Visum zu beantragen, Víctor Fernández López reiste aus Chile und Thomas Traversa und Kenneth Danielsen aus Südafrika an. Drei Tage später begann dann der Contest mit Böen über 70 kn (bzw. 12 Bft). Robby Swift konnte einen monströsen Pushloop Forward stehen, wenngleich sein Brett bei der Landung zerbrach und Thomas Traversa zeigte einen perfekten Wave 360. Auch nach dem Spotwechsel von Dumps nach Hell’s Gate, welcher aufgrund des drehenden Windes nötig geworden war, dominierte der schmächtige Franzose das Geschehen und sicherte sich somit den Eventsieg vor Dany Bruch und seinem Landsmann Julien Taboulet.
Second Mission (Tasmanien)
Im August wurde die Second Mission in Marrawah auf Tasmanien (Australien) ausgetragen. Der Wettkampf begann zunächst recht ernüchternd, da es am ersten Tag zwar gut acht Meter hohen Wellen gab, allerdings relativ gesehen nur mäßigem Wind, weswegen der Contest zunächst abgebrochen und später lediglich eine Runde gefahren werden konnten, wenngleich ausgenommen des Siegers der First Mission Thomas Traversa, keiner gut mit den Bedingungen zurechtkam. Über Nacht zog dann der angekündigte Sturm mit Windspitzen bis 85 kn (bzw. 12 Bft) herein. Wenngleich der Wind am Morgen auf 11 Bft abnahm, gab es am neugewählten Spot Back of the Lighthouse die notwendigen Bedingungen. Neben Traversa qualifizierten sich auch die Deutschen Leon Jamaer und Daniel Bruch sowie Marcilio Browne für die dritte und finale Mission.
Third Mission (Cornwall)
Das Finale fand erst im kommenden Februar in Cornwall statt, obwohl die Region nicht auf der Liste der möglichen Orte stand. Hier traten nun die vier verbliebenen Fahrer bei Wind bis zu 70 kn (bzw. 12 Bft) und über 10 Meter hohen Wellen gegeneinander an. Am Ende dominierte Traversa wie schon bei den ersten beiden Missionen die Konkurrenz und holte sich zudem die Extrapunkte für den höchsten Sprung und den radikalsten Hit ab.
Teilnehmer
Philip Köster und auch die Ersatzfahrer Alex Mussolini und Ben Proffitt mussten ihre Teilnahme verletzungsbedingt absagen. Auch Ricardo Campello und Kai Lenny konnten nicht teilnehmen.
Für die Second Mission und die Third Mission qualifizierten sich die besten sechs bzw. vier des vorherigen Wettbewerbes. Da sich Robby Swift und Boujmaa Guilloul beim World Cup Event auf Teneriffa verletzten und Josh Angulo am Slalom World Cup in der Türkei teilnahm, rückte Leon Jamaer für ihn in die zweite Austragung nach.
| First Mission (10 Teilnehmer) | Second Mission (6 Teilnehmer)                                                                               | Third Mission (4 Teilnehmer)                                     |
| --- | --- | ---------------------------------------------------------------- |
| - Josh Angulo - Marcilio Browne - Daniel Bruch - Kenneth Danielsen - Víctor Fernández López - Boujmaa Guilloul - Leon Jamaer - Robby Swift - Julien Taboulet - Thomas Traversa | - Marcilio Browne - Daniel Bruch - Víctor Fernández López - Leon Jamaer - Julien Taboulet - Thomas Traversa | - Marcilio Browne - Daniel Bruch - Leon Jamaer - Thomas Traversa |

Platzierungen
In allen drei Wettbewerben konnte sich der Franzose Thomas Traversa, trotz seines geringen Gewichtes von gut 60 kg, während andere um die 90 kg wiegen und somit deutlich Vorteile bei solch starkem Wind mitbringen, gegen die Konkurrenz durchsetzten und krönte sich somit auch zum Sieger des Serie.
| Datum             | Ort      | 1. Platz        | 2. Platz        | 3. Platz        |
| ----------------- | -------- | --------------- | --------------- | --------------- |
| 28.01.2013        | Brandon  | Thomas Traversa | Daniel Bruch    | Julien Taboulet |
| 18.08.–19.08.2013 | Marrawah | Thomas Traversa | Daniel Bruch    | Leon Jamaer     |
| 09.02.–10.02.2014 | Hayle    | Thomas Traversa | Marcilio Browne | Leon Jamaer     |

### Zweiter Storm Chase (2019)
Nachdem der Storm Chase zwischen 2015 und 2018 zwar durchgehend in die Waiting Period gegangen war, es jedoch nie zu einem für den Wettbewerb ausreichenden Sturm gekommen war, kündigte sich gut eine Woche vor Ende der Wartezeit des Winters 2018/19 (20. Oktober 2018 bis 15. März 2019) ein Sturm vor Irland an.
Während des Trainings am 9. März hagelte und schneite es zum Teil bei Windspitzen bis zu 62 kn (bzw. 11 Bft). Am Ende des ersten Tages führte der vierfache Weltmeister Philip Köster, welcher erstmals am Storm Chase teilnahm. Nach einem Ruhetag ging es am 12. März bei Temperaturen um 5 °C und Wind bis 70 kn (bzw. 12 Bft). Ricardo Campello konnte den noch nie gezeigten Double Pushloop nur knapp nicht stehen und Köster zeigte einen beeindruckenden Air Taka. Keiner konnte jedoch an Jaeger Stone (Australien) herankommen, welcher auch die Punkte des Wave Hit Bonus abräumen konnte und am Ende des Tages siegte, vor dem zunächst führenden Köster und dem Dritten des letzten Storm Chases, Leon Jamaer.
Teilnehmer
Durch das Ergebnis waren die vier erstplatzierten Fahrer des vorherigen Storm Chases gesetzt (Traversa, Browne, Jamaer und Bruch). Marcilio Browne verzichtete jedoch aufgrund der nahenden Geburt seines Kindes auf die Teilnahme. Dadurch erhöhte sich die Zahl der Teilnehmer, welche online gewählt werden konnten, auf fünf.
| First Mission (8 Teilnehmer)                                                                                                |
| --- |
| - Adam Lewis - Daniel Bruch - Ricardo Campello - Leon Jamaer - Philip Köster - Jaeger Stone - Robby Swift - Thomas Traversa |

Platzierungen
| Datum             | Ort           | 1. Platz     | 2. Platz      | 3. Platz    |
| ----------------- | ------------- | ------------ | ------------- | ----------- |
| 10.03.–12.03.2019 | Magheraroarty | Jaeger Stone | Philip Köster | Leon Jamaer |